# J.M.W. Scheltema
Jan Menno Willem (Pim) Scheltema (Delft, 3 april 1921 - Leiden, 6 oktober 1947) was een Nederlandse dichter. Zijn bekendste werk is het studentenlied Hosz pitá, geschreven in pseudo-Hongaars.

## Levensloop
Scheltema, zoon van een huisarts, studeerde na zijn gymnasiumtijd in 1939 rechten aan de Universiteit Leiden. Tijdens de bezettingstijd behaalde hij zijn kandidaatsexamen. Na de Tweede Wereldoorlog (waarin de bezetter de universiteit gesloten had) onderscheidde hij zich binnen het Leidsch Studentencorps door zijn bijdragen aan het verenigingsblad Virtus concordia fides, waarvan hij redacteur werd. Ook bekleedde hij tweemaal een bestuursfunctie.
Zijn mede-redactielid en vriend Louis Th. Lehmann meldde dat ‘Pim’ Scheltema soms vanuit zijn zolderraam een koor van straatjongens leidde en daarbij zelf een solopartij vertolkte.
Op de avond van 5 oktober 1947 gedroeg Scheltema zich in een dronken bui vervelend. Hij sloeg voorbijgangers de hoed van het hoofd. Toen twee agenten ingrepen, ging het publiek zich ermee bemoeien en ontstond een opstootje. Een van de agenten voelde zich bedreigd en begon te schieten. Scheltema werd getroffen en overleed die nacht in het Academisch Ziekenhuis Leiden. De politieman die geschoten had werd na onderzoek ontslagen van rechtsvervolging.
Op 10 oktober werd Pim Scheltema onder grote publieke belangstelling begraven op Begraafplaats Rhijnhof. Onder de aanwezigen waren de rector magnificus van de Leidse universiteit Julius Christiaan van Oven en burgemeester François Henri van Kinschot. De rector was een van de sprekers.

## Oeuvre
Scheltema’s gedichten trokken ook de aandacht buiten Leidse corpskringen. Op het eind van 1946 zocht Adriaan Morriën van het literaire maandblad Criterium contact, waarna in het novembernummer van 1947 Scheltema’s gedicht Morgen is 't licht werd opgenomen. De dichter was toen al een maand dood. Het gedicht verhaalt hoe ‘de weduwe van een dronkaard haar dochtertje naar bed brengt en weer de stem van haar man meent te horen in de nacht, waarin hij niet meer thuis kwam, doch in het meer, vlak bij zijn woning, verdronk.’
In 1948 verscheen een aflevering van De Vrije Bladen die geheel was gevuld met gedichten en liederen van J.M.W. Scheltema: Chansons, Gedichten en Studentenliederen. De samensteller van de bloemlezing was zijn vriend Louis Th. Lehmann. Het boek beleefde zes drukken; de zesde druk verscheen in 1984.
De bundel werd goed ontvangen. Anton van Duinkerken wijdde er bijvoorbeeld een lovende bespreking aan in De Tijd van 29 mei 1948.
De meeste aandacht trok het pseudo-Hongaarse lied Hosz pitá:
Hosz pitá
Aggou jehosz pitá
Dik kesgom melmettun toet
Hosz pitá
Tibesz tehosz pitá
Di debedde vóron sdoet
(...)
Bij hardop lezen blijkt het gewoon Nederlands te zijn:
Hospita
Ach, goeie hospita
Dikke schommel met een toet
Hospita
Die beste hospita
Die de bedden voor ons doet
(...)
In dezelfde stijl is Hongaarse Rhapsodie (Rika Csardas):
Aszik vamme werc komcseggic
szunne menou
rika, rika,
laane menou.
Evve nochwa tetegec kerd
(...)
Diverse gedichten uit Chansons, Gedichten en Studentenliederen zijn in bloemlezingen opgenomen. Hosz pitá bijvoorbeeld in De speelse muze, een laaggeprijsde dichtbundel voor de jeugd, verschenen ter gelegenheid van de Boekenweek van 1952. In Het klein heelal, een dichtbundel die tussen 1958 en 1978 op middelbare scholen werd gebruikt, staat het gedicht Visvangst. Victor E. van Vriesland nam werk van Scheltema op in zijn Spiegel van de Nederlandse poëzie door alle eeuwen en Gerrit Komrij in De Nederlandse poëzie van de negentiende en twintigste eeuw in duizend en enige gedichten.
In 1988 verscheen een bibliofiele uitgave van het gedicht Die avond in een oplaag van 40 exemplaren.
Het gedicht Ontmoeting (waarin een volksjongen vertelt over zijn wereld) staat op de cd Van rijm tot rap: Versjes, liedjes, gedichten, geproduceerd ter gelegenheid van de Kinderboekenweek van 1998. Het wordt daar voorgedragen door Jenny Arean.
- Digitale Bibliotheek voor de Nederlandse Letteren: sche028
- International Standard Name Identifier: 0000 0003 9329 7685
- MusicBrainz: 5e5df859-5a96-4b07-8920-c22d17b21363
- Nederlandse Thesaurus van Auteursnamen: 070385440
- Virtual International Authority File: 287524378
- WorldCat: E39PBJcgB6HMcPGPj7mtryWJjC